# فلم تجسس
فيلم تجسس (بالإنجليزية: Spy Film) نوع من أنواع الأفلام السينمائية أو المسلسلات التلفزيونية يتناول مواضيع تجسس خيالية، إما بصورة واقعية (مثل الأفلام المأخوذة من روايات جون لوكاريه)، أو بصورة خيالية (مثل سلسلة أفلام جيمس بوند). تم استخدام العديد من الروايات لكتاب مثل جون بوشان، جون لو كاريه، إيان فليمينغ (سلسلة جيمس بوند)، ولين دايتون. كما طغت هذه النوعية من الأفلام بصورة كبيرة على السينما البريطانية حيث شارك كبار المخرجين البريطانيين مثل ألفريد هيتشكوك وكارول ريد في العديد من الأفلام التي تناولت مواضيع التجسس وجهاز المخابرات البريطاني.
تتناول أفلام التجسس نشاطات وأعمال الجواسيس ومخاطر تعرضهم للكشف من قبل أعدائهم أثناء إتمامهم مهام سرية في مناطق العدو. تتوسع مواضيع التجسس من أفلام التجسس على المانيا النازية في الأربعينيات، وأفلام جيمس بوند من الستينات، وأفلام التكنولوجيا الحديثة. دائماً ماحصلت أفلام التجسس على شعبية كبيرة حول العالم لما تقدمه من خليط بين الإثارة، الخيال العملي والمواجهات النارية والحركة السريعة.

## أفلام تجسس
- طيف سلسلة أفلام جيمس بوندسلسلة أفلام جيمس بوند (1962-الآن)

طيف سلسلة أفلام جيمس بوند

- سلسلة أفلام المهمة المستحيلة (1996-الآن)
- نظرية المؤامرة (1997)
- رونن (1998)
- اعترافات عقلية خطيرة (2002)
- بورن (2002-2016)
- المجند (2003)
- العميل كودي بانكس (2003)
- سلسلة أفلام جوني إنجلش
  - جوني إنجلش (2003)
  - جوني إنجلش ريبورن (2011)
- السيد والسيدة سميث (2005)
- جسر الجواسيس (2015)